# Marco Goldenbeld
Marco Goldenbeld (Utrecht, 2 december 1957) is een Nederlandse beeldend kunstenaar.

## Leven en werk
Goldenbeld is een zoon van de beeldhouwers Jop Goldenbeld en Annet Haring. Hij bezocht de Gerrit Rietveld Academie in Amsterdam, waar hij in 1981 afstudeerde. Naast monumentale opdrachten maakt hij toegepaste kunst. Hij gaf les bij Academie Minerva in Groningen en Parnas in Leeuwarden.
De kunstenaar is lid van de Nederlandse Kring van Beeldhouwers en woont en werkt in Sint Jacobiparochie.

## Werken (selectie)
- Zonder titel (1981), Hoofdstraat (bij het gemeentehuis), Beetsterzwaag
- Scheepje (1987), Hoofdstraat, Mildam
- Zonder titel (1994), Waddenpromenade, Harlingen
- Zonder titel (1994), Havenweg, Vlieland
- Het haren van de zeis (1996), Bovenweg, Nijeberkoop (naar een ontwerp van Annet Haring)
- Hinne en werom (2001), Stationsplein, Buitenpost
- Drenkelingenmonument (2003), Sint Jacobiparochie[3]
- Zonder titel (2006), Groningen Airport Eelde[4]

## Fotogalerij

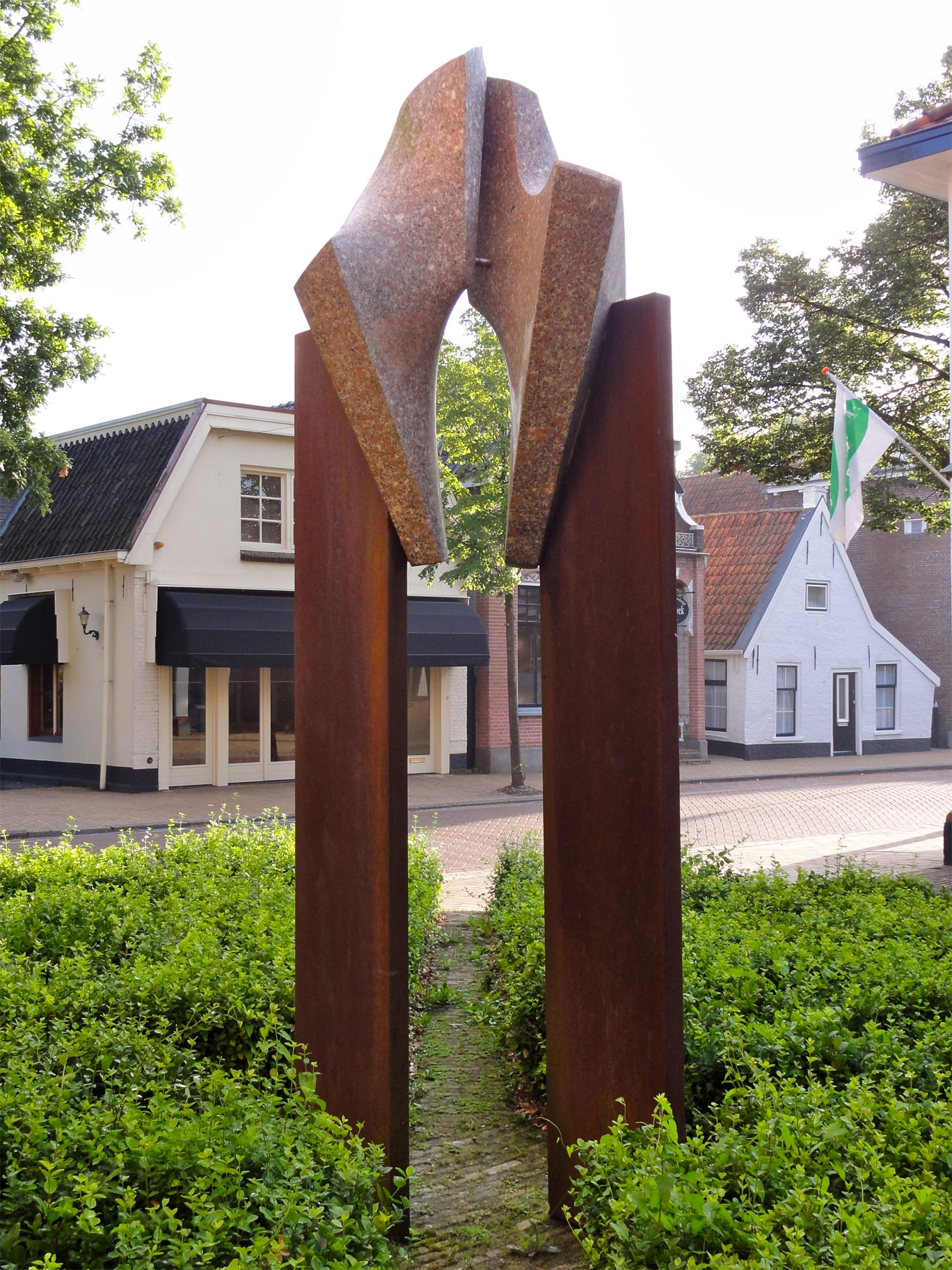
Zonder titel (1981), bij het gemeentehuis, Beetsterzwaag
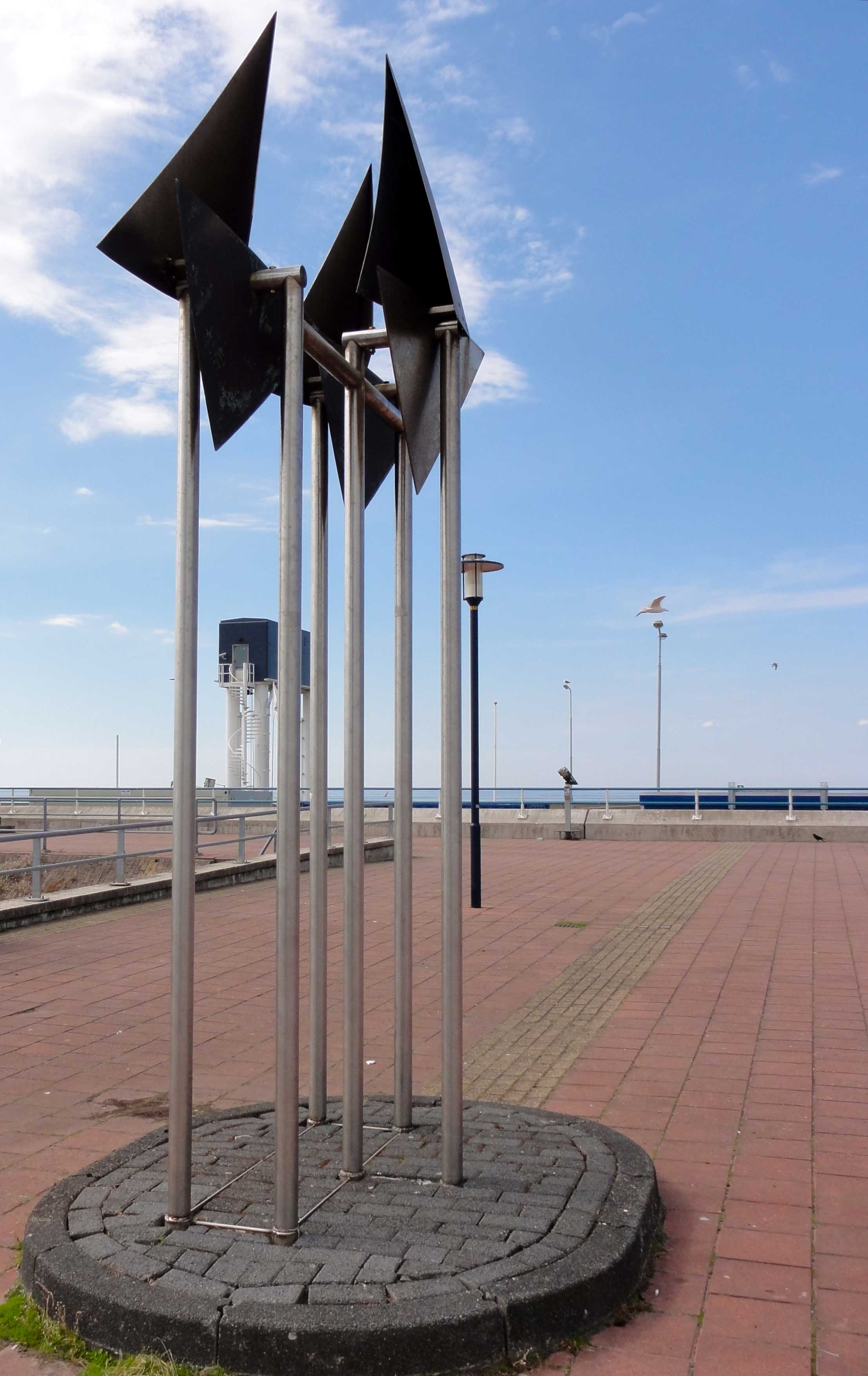
Zonder titel (1994), Harlingen
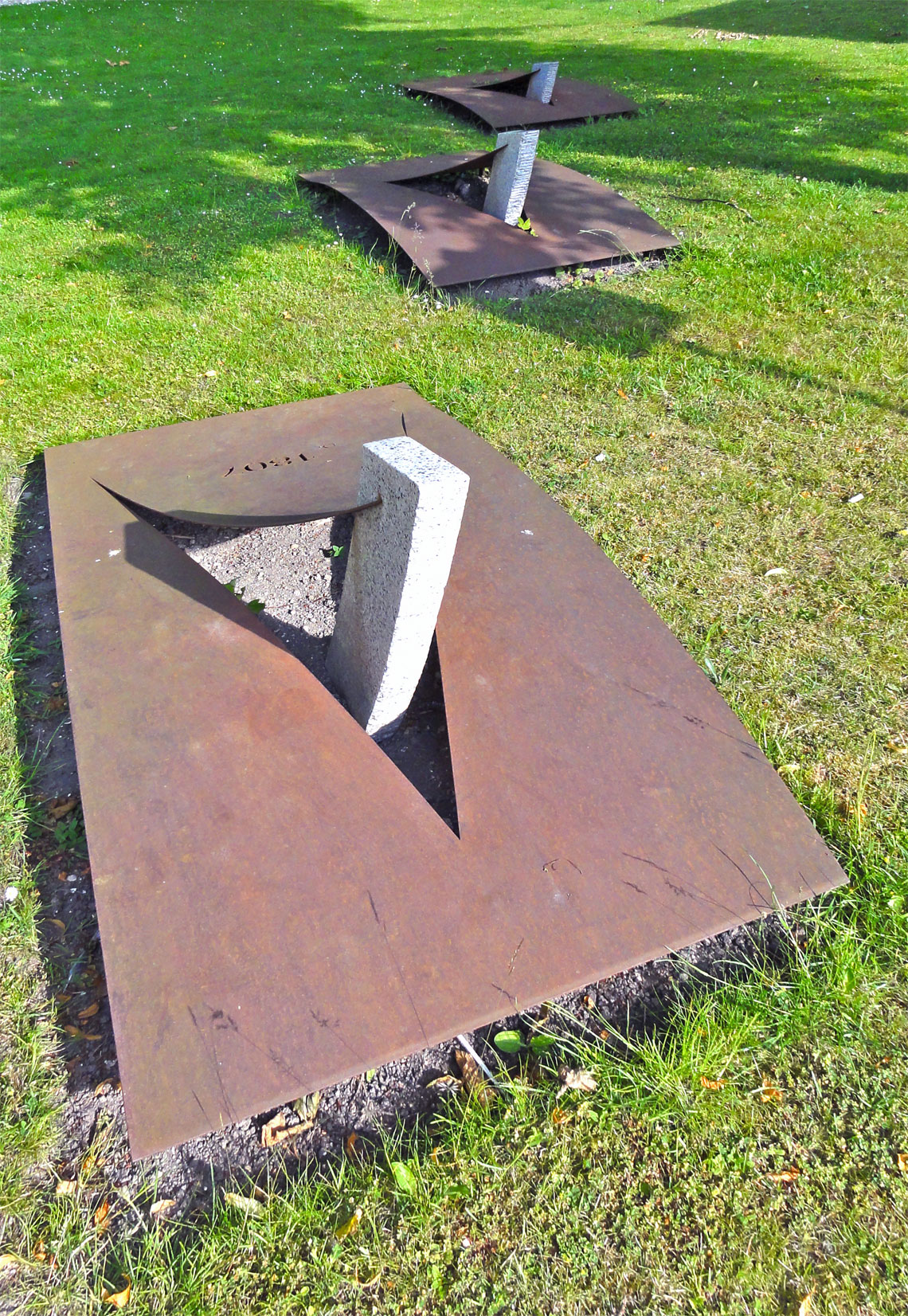
Drenkelingenmonument (2003), Sint-Jacobiparochie